# Spilomyia alcimus
Spilomyia alcimus är en tvåvingeart som först beskrevs av Walker 1849.  Spilomyia alcimus ingår i släktet trädblomflugor, och familjen blomflugor. Inga underarter finns listade i Catalogue of Life.